# Gerd Weber (General)
Gerd Weber (* 21. Mai 1933 in Neundorf) ist ein ehemaliger Generalmajor der Nationalen Volksarmee der Deutschen Demokratischen Republik.

## Leben und Werdegang
Als Sohn eines Schlossers erlernte er von 1949 bis 1951 den Beruf eines Forstfacharbeiters und war bis 1952 als Förster tätig. 1952 trat er in die SED ein.

## Militärische Laufbahn
1952 trat Gerd Weber in die VP-Luft (Vorläuferorganisation der späteren NVA-Luftstreitkräfte) ein, wurde Kursant an der VP-Schule Treuenbrietzen und 1953 zum Leutnant der VP-Luft ernannt. Wegen seiner „streitbaren Kompetenzen, Qualifikation und Eignung als Agitator der SED“ und als Unterscheidungsmerkmal zu anderen Soldaten gleichen Familiennamens, nannten ihn seine Lehrgangskameraden scherzhaft „Barrikaden-Weber“. Der Name begleitete ihn noch bis zu seiner letzten Verwendung als Generalmajor im Jahre 1990.
Von 1953 bis 1957 war Weber Fachlehrer an der Fliegertechnischen Schule in Kamenz und von 1957 bis 1958 Offiziershörer an der Politschule der NVA in Berlin-Treptow. Von 1958 bis 1961 war er in der Politabteilung des JG-9 als Propagandist eingesetzt und von 1960 bis 1961 Politstellvertreter des Geschwaderkommandeurs. Danach wurde er Propagandist im Führungskommando der 3. Luftverteidigungsdivision (3. LVD). Von 1961 bis 1970 war er in der Politabteilung des Führungskommandos der 3. LVD Stellvertreter Abteilungsleiter und von 1971 bis 1976 Kommandeur der Sektion Gesellschaftswissenschaften an der OHS der LSK/LV in Kamenz. Von 1976 bis 1977 war er Offiziershörer an der Militärakademie Friedrich Engels in Dresden und anschließend bis 1989 Stellvertreter des Chefs der Politischen Verwaltung im Kommando LSK/LV.

## Dienst als General
Oberst Weber wurde am 1. März 1986 in der herausgehobenen Verwendung Stellvertreter Chef Politverwaltung für Agitation und Propaganda im Kommando LSK/LV zum Generalmajor ernannt. Seine letzte Verwendung hatte er im Kommando LSK/LV von 1989 bis 1990 als Vorsitzender der Parteikontrollkommission (PKK).

## Auszeichnungen
- Vaterländischer Verdienstorden in Bronze (1987)
- Kampforden „Für Verdienste um Volk und Vaterland“ in Gold
- Verdienstmedaille der DDR
- Verdienstmedaille der Nationalen Volksarmee in Gold, Silber und Bronze

Siehe auch
→ Liste der Generale der Luftstreitkräfte der NVA